# Abellio Rail ET 23
De ET 23 ook wel Baureihe 427 genoemd is een driedelig elektrisch treinstel van het Stadler type FLIRT met lagevloerdeel voor het regionaal personenvervoer van Abellio Rail.

## Geschiedenis
Het treinstel werd in 2006 besteld voor het regionaal personenvervoer van spoorlijn tussen Freilassing en Berchtesgaden in het oostelijk deel van Vrijstaat Beieren. Het treinstel werd ontwikkeld en gebouwd door Stadler Rail te Berlin-Pankow (Duitsland). Het acroniem FLIRT staat voor Flinker Leichter Innovativer Regional-Triebzug.

## Constructie en techniek
Het treinstel is opgebouwd uit een aluminium frame. Het treinstel is uitgerust met luchtvering. Er kunnen tot vier eenheden gekoppeld worden.

### Nummers
De treinen zijn door Abellio Rail als volgt genummerd:
- ET 23.001 - ET 23.009 → EBA: 427 100 - 427 108

### Namen
De treinen werden door Abellio Rail voorzien van de volgende namen:
- ET 23 002: "Märkischer Kreis"
- ET 23 004: "Hagen"
- ET 23 008: "Finnentrop"
- ET 23 009: "Kreis Siegen-Wittgenstein"

## Treindiensten
De treinen van de Abellio Rail werden vanaf 9 december 2007 ingezet op de volgende trajecten:
- RB 40 “Ruhr-Lenne-Bahn”: Essen - Bochum - Witten - Hagen
- RE 16 “Ruhr-Sieg-Express”: Essen - Bochum - Witten - Hagen - Hohenlimburg - Altena - Plettenberg - Finnentrop - Siegen
- RB 91 “Ruhr-Sieg-Bahn”: Hagen - Hohenlimburg - Altena - Plettenberg - Finnentrop - Siegen (te Letmathe wordt gesplitst en gecombineerd met een treindeel van en naar Iserlohn)

## Foto's

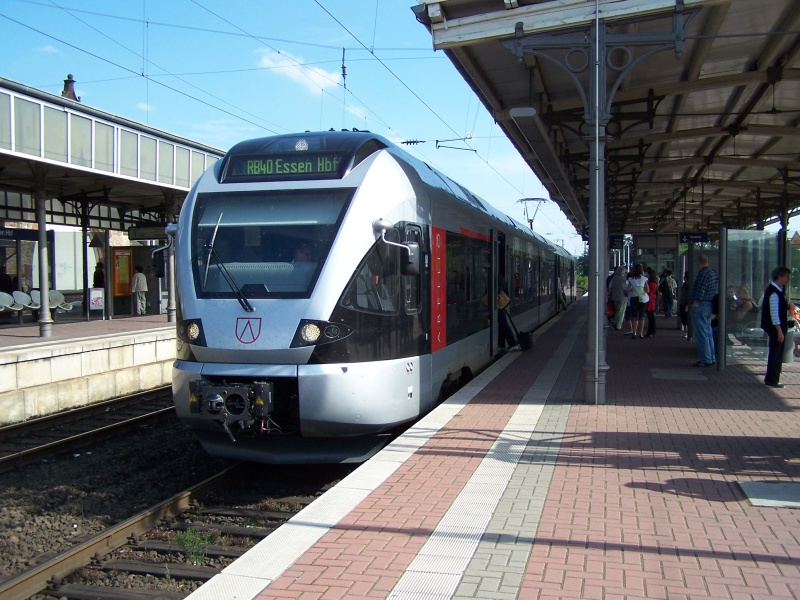
Abellio-Flirt op 14 augustus 2007 te Witten Hbf
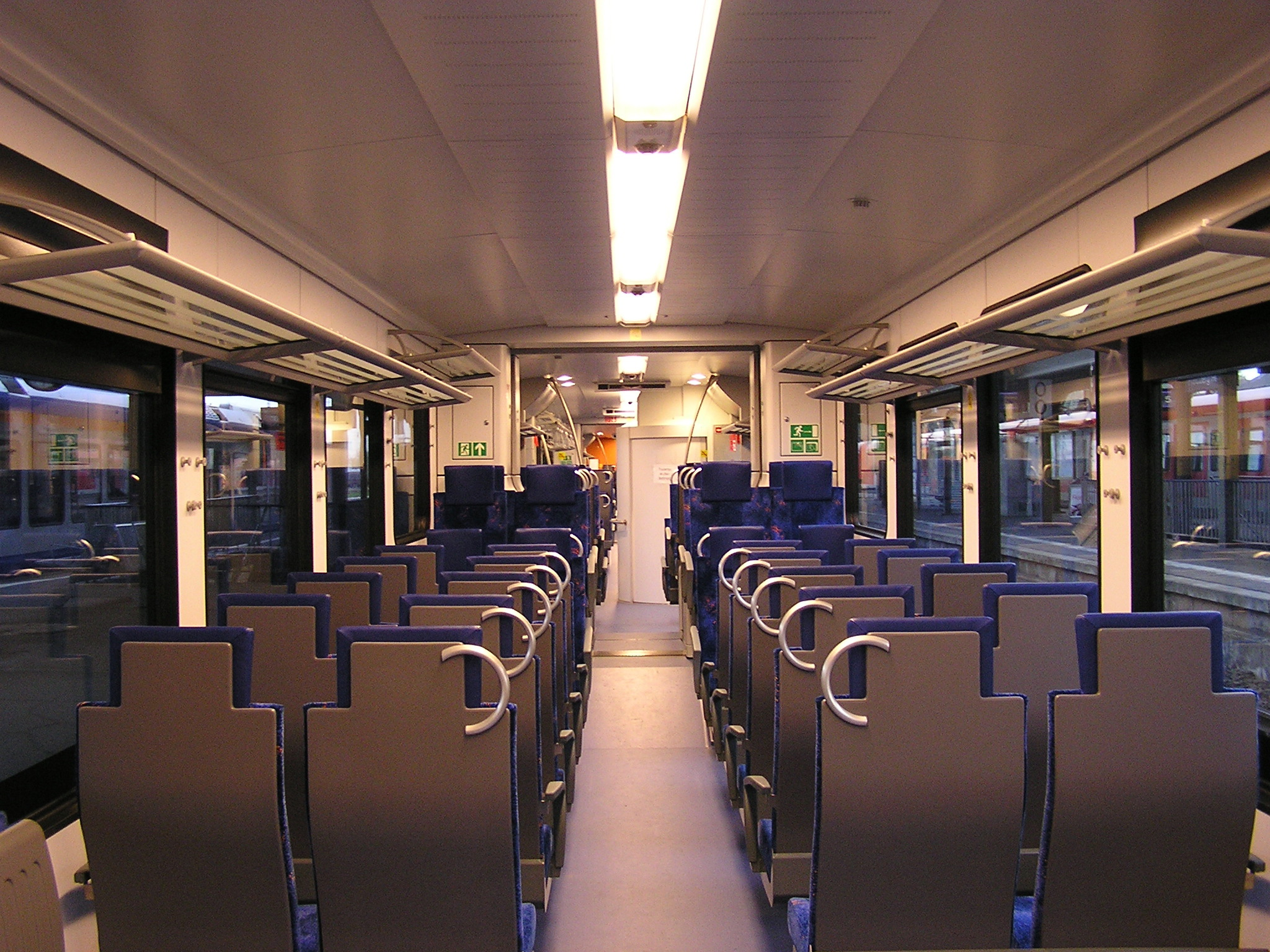

de onderneming maakt deel uit van Abellio GmbH, een dochteronderneming van NedRailways, thans Abellio